# Parafia Świętych Apostołów Piotra i Pawła w Woli Rasztowskiej
Parafia Świętych Apostołów Piotra i Pawła w Woli Rasztowskiej – parafia rzymskokatolicka należąca do dekanatu radzymińskiego diecezji warszawsko-praskiej, metropolii warszawskiej. 
W parafii posługują księża diecezjalni. Od 1 lipca 2019 roku proboszczem jest ks. Piotr Krzysztof Ejsmont. 
Parafia obejmuje zasięgiem Roszczep i Wolę Rasztowską.

## Historia
Zanim zostala powołana parafii w Woli Rasztowskiej, wierni z tej miejscowości należeli do parafii w Klembowie lub Radzyminie. Nabożeństwa niedzielne odprawiane były również w miejscowej świetlicy.
Plac pod budowę tego kościoła ofiarowali Maria i Marian Myśliwcy. Poświęcił go ks. prał. Jan Sikora w 1989. Kościół zaprojektował dr inż. Janusz Stępkowski, a za konstrukcję odpowiadał mgr Janusz Zdrojewski. Miejscowi wierni wznieśli budowlę swoimi własnymi rękami. Pierwszą mszą w nowym budynku była Pasterka w 1991. Budowlę konsekrował bp Kazimierz Romaniuk w 1996. Wtedy też przeniesiono parafię z dekanatu wołomińskiego do radzymińskiego. Parafię erygował bp Kazimierz Romaniuk 25 grudnia 1993, z części parafii Klembów i Radzymin.